# Yasin Öztekin
Yasin Öztekin (* 19. března 1987 Dortmund, Západní Německo) je turecký fotbalový útočník a reprezentant. Od roku 2014 hraje v tureckém klubu Galatasaray SK.
Mimo Turecko působil na klubové úrovni v Německu.

## Reprezentační kariéra
V A-týmu Turecka debutoval 8. 6. 2015 v přátelském utkání v Istanbulu proti týmu Bulharska (výhra 4:0).